# أوسكار أورتيغا
أوسكار أورتيغا (بالإسبانية: Oscar Ortega)‏ (3 مايو 1990 في الأرجنتين - ) هو لاعب كرة قدم أرجنتيني في مركز الهجوم. لعب مع سانتياغو مورنينغ ‏ وDeportes Temuco ‏.

## وصلات خارجية
- أوسكار أورتيغا على موقع قاعدة بيانات كرة القدم.إي يو (الإنجليزية)
- أوسكار أورتيغا على موقع Soccerway.com (الإنجليزية)
- أوسكار أورتيغا على موقع عالم كرة القدم.نت (الإنجليزية)
- أوسكار أورتيغا على موقع AS.com (الإسبانية)